# Trefaldighetskyrkan, Vasa
Trefaldighetskyrkan är en kyrkobyggnad i Vasa i Österbotten. 

## Kyrkobyggnaden
Kyrkan är ritad av arkitekt Carl Axel Setterberg och representerar nygotisk stil. Kyrkan som rymmer närmare 900 personer togs i användning 1862, men blev helt klar först 1869, varefter den invigdes. Kyrkan grundrenoverades 2000. 

## Inventarier
I mitten av kyrkans kor ligger huvudaltartavlan Herdarnas tillbedjan, målad av Albert Edelfelt åren 1892–1894. 
I Trefaldighetskyrkan finns ett dopträd. I dopträdet sätts en duva för varje barn som döps i Vasa svenska och finska församling. Duvorna symboliserar fred, dopet och Den Heliga Anden och duvans vita färg symboliserar oskuld och renhet. Trädet symboliserar församlingen.
Kyrkan har en orgel med 45 stämmor (Marcussén & Son) och en kororgel med 4,5 stämmor (Ryde & Berg) samt piano och elpiano. Orgeln förnyades 1975 medan den ursprungliga orgelfasaden behölls.
Det finns ett högklassigt ljudåtergivningssystem med mixer, induktionsslinga samt AV-utrustning. Gudstjänsten sänds i lokalradion varje söndag.